# Martin Fassnacht
Martin Fassnacht (* 28. März 1965 in Freiburg) ist ein deutscher Wirtschaftswissenschaftler. Er ist Direktor des Lehrstuhls für Strategie und Marketing an der WHU – Otto Beisheim School of Management in Düsseldorf.

## Leben
Fassnacht absolvierte sein Studium der Betriebswirtschaftslehre mit den Schwerpunkten Marketing und Industriebetriebslehre an der Universität Mannheim mit Abschluss Diplomkaufmann. Er arbeitete von 1990 bis 1995 als Wissenschaftlicher Mitarbeiter am Lehrstuhl für Marketing von Hermann Simon an der Johannes Gutenberg-Universität Mainz und wurde Anfang 1996 promoviert. Während dieser Zeit verbrachte er ein halbes Jahr als Gastwissenschaftler an der Owen Graduate School of Management, Vanderbilt University, Nashville, USA.
Fassnacht war Wissenschaftlicher Assistent an den beiden Lehrstühlen für Marketing von Christian Homburg zunächst an der WHU – Otto Beisheim School of Management und im Anschluss daran an der Universität Mannheim, wo er sich im Januar 2002 habilitierte. Während seiner Tätigkeit an beiden Lehrstühlen von Christian Homburg verbrachte er einen Monat als Gastwissenschaftler an der McCombs School of Business, University of Texas at Austin, Austin, USA. Außerdem war er in dieser Zeit auf freiberuflicher Basis zunächst als Consultant, danach als Leiter des Geschäftsfelds Management Education bei der Unternehmensberatung Homburg & Partner tätig.
Von Juni 2001 bis Mai 2003 hatte Fassnacht die Vertretung des Marketinglehrstuhls an der Universität Paderborn. Seit 2003 ist er Direktor des Lehrstuhls für Strategie und Marketing an der WHU – Otto Beisheim School of Management in Düsseldorf. Zudem ist er an der WHU Sprecher der Marketing and Sales Group, wissenschaftlicher Direktor des Zentrums für Marktorientierte Unternehmensführung (ZMU), Vorsitzender des Beirats des Henkel Center for Consumer Goods (HCCG) sowie akademischer Direktor des WHU MBA-Programms. Fassnacht ist darüber hinaus als Strategic Advisor für Konsumgüter-, Handels- und Dienstleistungsunternehmen tätig.
Von 2003 bis 2010 hatte er die akademische Leitung des METRO Business Program und des METRO Business Program Advanced, zwei Programme für Führungskräfteentwicklung der Metro Group inne. Von 2007 bis 2009 war Fassnacht als Prorektor der WHU – Otto Beisheim School of Management tätig. Zudem war er von 2007 bis 2009 akademischer Direktor der Abteilung Marketing and Communications sowie von 2006 bis 2007 akademischer Direktor des Master of Science-Programms der WHU. Von 2013 bis 2014 war er Vorsitzender der Kommission Marketing des Verbandes der Hochschullehrer für Betriebswirtschaft e. V. Die am Lehrstuhl von Fassnacht behandelten Forschungsschwerpunkte umfassen das Preismanagement, Handelsmarketing, Marken- und Luxusmarkenmanagement sowie die Marktorientierte Unternehmensführung.
Fassnacht ist Mitglied der Schmalenbach-Gesellschaft für Betriebswirtschaft e. V., der Erich-Gutenberg-Arbeitsgemeinschaft e. V., des Verbandes der Hochschullehrer für Betriebswirtschaft e. V., der American Marketing Association (AMA), der Academy of Marketing Science (AMS) und der European Marketing Academy (EMAC).
Die Forschungsschwerpunkte von Fassnacht und seinen Mitarbeitern liegen im Bereich Preismanagement, Markenmanagement, sowie Handelsmarketing und Omnichannel Business. Fassnacht publizierte unter anderem in der Zeitschrift für Betriebswirtschaft, Schmalenbachs Zeitschrift für betriebswirtschaftliche Forschung, Marketing – Zeitschrift für Forschung und Praxis, Journal of Marketing, Journal of Service Research und Journal of Business-to-Business Marketing.
Vier Jahre in Folge hat die Frankfurter Allgemeine Zeitung in ihrem Ökonomenranking Fassnacht zu einem der hundert einflussreichsten Ökonomen in Deutschland gekürt. 2017 belegte er den 56. Platz, 2018 den 64. Platz, 2019 den 68. Platz und 2020 den 91. Platz.

## Ehrungen und Auszeichnungen
- 2004  „Outstanding Article of the Year 2003“ vom Editorial Board des Journal of Business-to-Business Marketing für The Role of Soft Factors in Implementing a Service-Oriented Strategy in Industrial Marketing Companies
- 2005 „Best Paper Award“ im Themenbereich „Dienstleistungsmarketing“ im Rahmen der Summer Marketing Educators’ Conference der American Marketing Association (AMA) für Quality of Electronic Services: Conceptualizing and Testing a Hierarchical Model
- 2010 Georg-Bergler-Preis für Absatzwirtschaft der Zeitschrift absatzwirtschaft, des Deutschen Marketing Verbands und der GfK-Nürnberg e.V. an Hermann Simon und Martin Fassnacht für ihr Buch Preismanagement
- „Top Cited Article 2007-2011“ vom Journal of Interactive Marketing für Consequences of web-based service quality: Uncovering a multi-faceted chain of effects
- 2017 „Highly Commended Paper“ vom Journal of Product & Brand Management für The impact of external social and internal personal forces on consumers' brand community engagement on Facebook

## Publikationen
- Simon, H./Fassnacht, M./Yamashiro, K. (2025): Preismanagement: 価格のマネジメント: 戦略・分析・意思決定・実践 [Japanese Version], Tokyo: Chūō Keizaisha.
- Platzek, F./Schmitz, A.-K./Fassnacht, M./Waltermann, E. (2025): The Yin and Yang of Brand Portfolio Transformations: How Conscientious “Lighthouse Brands” Drive Sustainability in Organisations, in Journal of Brand Management, 26 May 2025, pp. 1-18. https://doi.org/10.1057/s41262-025-00393-0.
- Simon, H./Fassnacht, M./Schmitz, A.-K. (2024): Preismanagement: Strategie – Analyse – Entscheidung – Umsetzung, 5. vollständig überarbeitete und erweiterte Auflage, Wiesbaden: Springer Fachmedien Wiesbaden.
- Fassnacht, M. (2024): Die Marketing-Pyramide wackelt, in: Frankfurter Allgemeine Zeitung, Ausgabe 09.12.2024, S. 16.
- Nelius, Y./Fassnacht, M. (2024): Kosteneinsparungen und Sanierungen in der Konsumgüter- und Handelsbranche: Worauf es für in Schieflage geratene Unternehmen wirklich ankommt, in: Der Sanierungsberater, SanB 04/2024, S. 173–175.
- Fassnacht, M./Nelius, Y. (2024): So gelingt dem Einzelhandel der Turnaround. In: Springer Fachmedien. Wiesbaden 22. Oktober 2024 (springerprofessional.de).
- Vollmar, J./Fassnacht, M. (2024): Die neue Macht der Autohäuser, in: Frankfurter Allgemeine Zeitung, Ausgabe 14.10.2024, S. 16.
- Biallowons, S./Schmitz, A.-K./Fassnacht, M. (2024): Drivers of Line Extension Success. Understanding and Implementing Line Extensions of FMCG Brands, in Marketing Review St. Gallen, No. 6/2024, pp. 70–78.
- Schmitz, A.-K./Fassnacht, M./Platzek, F. (2023): Marken nachhaltiger prägen, in: Frankfurter Allgemeine Zeitung, Ausgabe 11.12.2023 (288), S. 16.
- Schmitz, A.-K./Brexendorf, T./Fassnacht, M. (2023): Vertical Line Extension: A Systematic Review of Research on Upward and Downward Line Extension, in: Journal of Product & Brand Management, Vol. 32 (6), pp. 828–848.
- Szajna, M./Fassnacht, M. (2023): So gewinnen Unternehmen Nachwuchskräfte, in: Lebensmittelzeitung, Ausgabe 28/2023, S. 46.
- Schmitz, A.-K./Göring-Lensing-Hebben, K./Fassnacht, M. (2023): Unlocking Consumers' Responsibilities – A Corporate Perspective on Enhancing Sustainable Consumer Behavior, in: Proceedings of the European Marketing Academy Conference, Odense (Denmark), May 23-26, 2023.
- Fassnacht, M. (2023): Der Gewinn wird für Unternehmen wichtiger denn je, in: Frankfurter Allgemeine Zeitung, Ausgabe 06.02.2023, S. 16.
- Fassnacht, M./Schmitz, A.-K. (2022): Sport-Sponsoren landen leicht im Abseits, in: Frankfurter Allgemeine Zeitung, Ausgabe 12.12.2022, S. 16.
- Fassnacht, M./Vollmar, J. (2022): Wie Autohäuser überleben können, in: Frankfurter Allgemeine Zeitung, Ausgabe 15.07.2022, S. 16.
- Schmitz, A.-K./Schnabl, L./Göring-Lensing-Hebben, K./Fassnacht, M. (2022): Responsibility beyond the Point of Sale: How Product Stewardship Forges Sustainable Consumption Behavior, in: Proceedings of the European Marketing Academy, 51st, Budapest (Hungary), May 24, 2022.
- Schmitz, A.-K./Fassnacht, M./Göring-Lensing-Hebben, K./Fiebig, O. (2022): Strategic Aspects of Omnichannel Business, in: Corsten, H. & Roth, S. (Hrsg.), Handbuch Digitalisierung, Vahlen, S. 843–856.
- Köhli, K.C./Fassnacht, M. (2022): Elektronische B2C-Marktplätze als Vertriebskanal in Deutschland – Eine Taxonomie, in: Corsten, H. & Roth, S. (Hrsg.), Handbuch Digitalisierung, Vahlen, S. 569–587.
- Schmitz, A.-K., Fassnacht, M., Schnabl, L. (2021): Spielraum für höhere Preise nutzen: Wegen der Inflation müssen Anbieter mehr Geld von Kunden verlangen. Aber wie?, Frankfurter Allgemeine Zeitung: FAZ, 18. Oktober 2021 S. 16.
- Simon, H., Fassnacht, M. (2021): Price Management: 正版 价格管理:理论与实践 [德]赫尔曼 西蒙 [Chinese Version], Beijing: China Machine Press.
- Fassnacht, M., Dahm, J.-M. (2021): Growing luxury brands by increasing the price: does the Veblen effect exist? in: Luxury Research Journal, 2021 Band 2, Nummer 1/2, S. 99–139.
- Lechermeier, J., Fassnacht, M./Wagner, T. (2020): Testing the influence of real-time performance feedback on employees in digital services, Journal of Service Management, Band 31, Nummer 3, S. 345–371.
- Schmitz, A.-K., Fassnacht, M (2020): Premiumization as a profit growth strategy. A framework of strategic options, in: Marketing Review St. Gallen, Nummer 3, 2020, S. 60–68.
- Fassnacht, M., Mahadevan, J. (2020): Die neue Realität im Vertrieb, in: Lebensmittelzeitung, Ausgabe 25/2020, S. 20.
- Fassnacht, M., Szajna, M. (2020): Plädoyer für das stationäre Geschäft, in: Lebensmittelzeitung, Ausgabe 4/2020, S. 42.
- Fassnacht, M., Mahadevan, J. (2019): Wachsende Handelsmacht, in: Lebensmittelzeitung, Ausgabe 20/2019, S. 28.
- Simon, H., Fassnacht, M. (2019): Price Management: Zarządzanie cenami [Polish Version], Warsaw, Wydawnictwo Naukowe PWN.
- Simon, H., Fassnacht, M. (2019): Price Management: Прайс-менеджмент - Стратегия, анализ, решение и реализация, [Russian Version], Moscow: Byblos Publishing.
- Fassnacht, M., Beatty, S., Szajna, M. (2019): Combating the negative effects of showrooming: Successful salesperson tactics for converting showroomers into buyers, in Journal of Business Research, Band 102, S. 131–139.
- Simon, H., Fassnacht, M. (2019): Price Management: Strategy, Analysis, Decision, Implementation [English Version], 1st ed. 2019, Springer.
- Fassnacht, M., Dahm, J.-M. (2018): The Veblen effect and (in)conspicuous consumption – a state of the art article, in: Luxury Research Journal, Band 1, Nummer 4, S. 343–371.
- Lechermeier, J., Fassnacht, M. (2018): How do performance feedback characteristics influence recipients’ reactions? A state-of-the-art review on feedback source, timing, and valence effects, in: Management Review Quarterly, Nummer 1, 2018, S. 1–49.
- Bergers, D., Fassnacht, M. (2017): Debiasing Strategies in the Price Management Process, in: Marketing Review St. Gallen, No. 6/2017, S. 50–58.
- Fassnacht, M., Schmitz, A.-K. (2017): Digitization and the Retail Landscape – 10 Theses, in: Marketing Review St. Gallen, No. 5/2017, S. 10–17.
- Lechermeier, J., Fassnacht, M., Wagner, T. (2017): The effects of immediate customer feedback on frontline employees´ engagement and service performance, in: Proceedings of the 26th Annual Frontiers in Service Conference, 22.–25. Juni 2017, New York, USA.
- Fassnacht, M. (2017): Die Innovationskraft des Marketings. in: Absatzwirtschaft, Sonderausgabe zur dmexco 2017, S. 58–59.
- Simon, C., Brexendorf, T.O., Fassnacht, M. (2016): The impact of external social and internal personal forces on consumers’ brand community engagement on Facebook, in: Journal of Product & Brand Management, Band 25, Nummer 5, S. 409–423.
- Simon, H., Fassnacht, M. (2016): Preismanagement: Strategie - Analyse - Entscheidung Umsetzung, 4. vollständig neu bearbeitete und erweiterte Auflage, Wiesbaden: Springer Gabler.
- Scharwey, A. C., Fassnacht M. (2016): Luxury-Specific Dimensions of Customer-Salesperson Relationships, in: Thieme, W. M. (Hrsg.): Luxusmarkenmanagement: Grundlagen, Strategien und praktische Umsetzung, Wiesbaden: Springer, S. 421–436
- Fassnacht, M., Schmitz, A.-K. (2016): Leistungsbezogene Preisdifferenzierung bei Dienstleistungen, in: Corsten, H./Roth, S. (Hrsg.): Handbuch Dienstleistungsmanagement, München: Vahlen, S. 789–807.
- Fassnacht, M., Unterhuber, S. (2016): Consumer Response to Online/Offline Price Differentation, in: Journal of Retailing and Consumer Services. Band 28, S. 137–148.
- Goetz, D.M., Fassnacht, M. (2015): Brand Name Strategies for Successful Upward Extension, in: Marketing Review St. Gallen, Band 32, Nummer 5, S. 26–35.
- Fassnacht, M., Königsfeld, J. A. (2015): Sales Promotion Management in Retailing: Tasks, Benchmarks, and Future Trends, in: Marketing Review St. Gallen, Band 32, Nummer 3, S. 67–77.
- Fassnacht, M., Scharwey, A. (2015): Social Distance in Luxury Customer–Salesperson Relationships, in: Bartsch, S./Blümelhuber, C. (Hrsg.): Always Ahead im Marketing, Festschrift für Prof. Dr. Anton Meyer, Wiesbaden: Gabler, S. 433–448.
- Fassnacht, M., Schmidt, T./Pannek, J. (2015): Determinants of Choice Satisfaction in a High-Involvement Product Choice, in: Journal of Management and Marketing Research, Band 19, S. 1–19.
- Fassnacht, M., Unterhuber S. (2015): Cross-Channel Pricing: What We Know and What We Need to Know, in: International Journal of Business Research, Band 15, Nr. 2, S. 39–60
- Kluge, P.N., Fassnacht, M. (2015): Selling Luxury Goods Online: Effects of Online Accessibility and Price Display, in: International Journal of Retail and Distribution Management, Band 43, No. 10/11, S. 1065–1082
- Fassnacht, M., Szajna, M. (2014): Shoppen, ohne einzukaufen - Der Trend Showrooming im Einzelhandel, in: Gössinger, R./Zäpfel, G. (Hrsg.): Management integrativer Leistungserstellung, Festschrift für Hans Corsten, Betriebswirtschaftliche Schriften Band 168, Berlin: Duncker & Humblot, S. 287–304.
- Goetz, D. M., Fassnacht, M., Rumpf, K. (2014): Extending Downward is Not Always Bad: Parent Brand Evaluations After Brand Extension to Higher and Lower Price and Quality Levels, in: Journal of Brand Management, Band 21, No. 4, S. 303–324.
- Simon, C., Brexendorf, T. O., Fassnacht, M. (2013): Creating Online Brand Experience on Facebook, in: Marketing Review St. Gallen, Band 30, No. 6, S. 50–59.
- Möller, S., Ciuchita,R., Mahr, D., Oderkerken-Schröder, G., Fassnacht, M. (2013): Uncovering Collaborative Value Creation Patterns and Establishing Corresponding Customer Roles, in: Journal of Service Research, Band 16, No. 4, S. 471–487.
- Fassnacht, M., El Husseini, S. (2013): EDLP vs. Hi-Lo Pricing Strategies in Retailing – A State of the Art Article, in: Journal of Business Economics (früher: Zeitschrift für Betriebswirtschaft), Band 83, No. 3, S. 259–289.
- Fassnacht, M., Kluge, P.N., Mohr, H. (2013): Pricing Luxury Brands: Specificities, Conceptualization, and Performance Impact, in: Marketing ZFP – Journal of Research and Management, Band 35, No. 2, S. 104–117.
- Kluge, P.N., Königsfeld, J.A., Fassnacht, M., Mitschke, F. (2013): Luxury Web Atmospherics: An Examination of Homepage Design, in: International Journal of Retailing & Distribution Management, Band 21, No. 11/12, S. 901–916.
- Simon, H., Zatta, D., Fassnacht, M. (2013): Price Management, II. Strumenti operative e applicazioni settoriali [Italian Version], Milano: FrancoAngeli.
- Simon, H., Zatta, D., Fassnacht, M. (2013): Price Management. I. Strategia, analisi e determinazione del prezzo [Italian Version], Milano: FrancoAngeli.